# Тиргу-Окна
Тиргу-Окна (рум. Târgu Ocna) — місто у повіті Бакеу в Румунії. Адміністративно місту підпорядковані такі села (дані про населення за 2002 рік):
- Вилчеле (1266 осіб)
- Поєнь (967 осіб)

Місто розташоване на відстані 208 км на північ від Бухареста, 39 км на південний захід від Бакеу, 122 км на південний захід від Ясс, 144 км на північний захід від Галаца, 104 км на північний схід від Брашова.

## Історія
1821 р. у Мосоарелі, що поблизу Тиргу-Окна, була споруджена перша нафтова свердловина регіону.

## Населення
За даними перепису населення 2002 року у місті проживали 13 576 осіб.
Національний склад населення міста:
| Національність            | Кількість осіб | Відсоток |
| ------------------------- | -------------- | -------- |
| румуни                    | 13364          | 98,4%    |
| цигани                    | 152            | 1,1%     |
| угорці                    | 19             | 0,1%     |
| вірмени                   | 14             | 0,1%     |
| німці                     | 9              | 0,1%     |
| чанго                     | 5              | < 0,1%   |
| українці                  | 2              | < 0,1%   |
| греки                     | 2              | < 0,1%   |
| євреї                     | 2              | < 0,1%   |
| італійці                  | 2              | < 0,1%   |
| не вказали національність | 3              | < 0,1%   |

Рідною мовою назвали:
| Мова                  | Кількість осіб | Відсоток |
| --------------------- | -------------- | -------- |
| румунська             | 13513          | 99,5%    |
| циганська             | 36             | 0,3%     |
| угорська              | 17             | 0,1%     |
| німецька              | 2              | < 0,1%   |
| українська            | 1              | < 0,1%   |
| грецька               | 1              | < 0,1%   |
| італійська            | 1              | < 0,1%   |
| не вказали рідну мову | 3              | < 0,1%   |

Склад населення міста за віросповіданням:
| Релігія                             | Кількість осіб | Відсоток |
| ----------------------------------- | -------------- | -------- |
| православні                         | 12206          | 89,9%    |
| римо-католики                       | 1197           | 8,8%     |
| адвентисти                          | 74             | 0,5%     |
| п'ятдесятники                       | 57             | 0,4%     |
| бретрени                            | 9              | 0,1%     |
| греко-католики                      | 4              | < 0,1%   |
| атеїсти                             | 4              | < 0,1%   |
| реформати                           | 3              | < 0,1%   |
| баптисти                            | 2              | < 0,1%   |
| старообрядці                        | 2              | < 0,1%   |
| лютерани                            | 2              | < 0,1%   |
| лютерани (Аугсбурзького сповідання) | 2              | < 0,1%   |
| юдеї                                | 2              | < 0,1%   |
| мусульмани                          | 1              | < 0,1%   |
| не релігійні                        | 1              | < 0,1%   |
| не вказали релігію                  | 1              | < 0,1%   |

## Відомі особистості
У місті народилась:
- Ґабріела Адамештяну (* 1942) — румунська письменниця.

## Зовнішні посилання
- Дані про місто Тиргу-Окна на сайті Ghidul Primăriilor [Архівовано 16 вересня 2012 у Wayback Machine.]